# Kematen an der Krems
Kematen an der Krems là một đô thị ở huyện Linz-Land thuộc bang Oberösterreich, Áo. Đô thị Kematen an der Krems có diện tích 21 km², dân số thời điểm năm 2006 là 2210 người.